# Campionat del Món de Trial 2005
|  | Per al campionat del món en pista coberta d'aquell any, vegeu Campionat del Món de Trial indoor 2005 |

La temporada de 2005 del Campionat del Món de trial fou la 31a edició d'aquest campionat, organitzat per la FIM. El calendari oficial constava de 15 proves puntuables, celebrades entre el 17 d'abril i el 18 de setembre. La segona prova fou el Gran Premi d'Espanya -disputat el 24 d'abril a Tarragona- que tornava als Països Catalans després d'un parèntesi de tres anys.
Adam Raga va guanyar amb la Gas Gas el primer dels seus dos títols mundials a l'aire lliure, esdevenint el tercer català a guanyar el campionat i el primer a fer-ho amb una Gas Gas des del 1995. Raga va guanyar el títol còmodament, amb nou victòries contra les tres del subcampió, Takahisa Fujinami i altres tres del tercer classificat, Dougie Lampkin. El quart va ser Albert Cabestany, que aquell any havia canviat de Beta a Sherco (la marca amb què va competir durant les següents tretze temporades) i el cinquè, Toni Bou, en clara progressió a només divuit anys. Un total de sis catalans es van classificar aquell any entre els deu primers del campionat.
Amb el seu èxit, Adam Raga encetava aquell any una etapa ininterrompuda de títols mundials guanyats per pilots i marques catalans, una etapa que continuaren Toni Bou i Montesa a partir de la temporada de 2007.

## Sistema de puntuació
Barem de puntuació a partir de 1984:
| Posició | 1  | 2  | 3  | 4  | 5  | 6  | 7 | 8 | 9 | 10 | 11 | 12 | 13 | 14 | 15 |
| Punts   | 20 | 17 | 15 | 13 | 11 | 10 | 9 | 8 | 7 | 6  | 5  | 4  | 3  | 2  | 1  |

## Calendari
| Ronda | Data           | Gran Premi    | Lloc                | Guanyador         |
| ----- | -------------- | ------------- | ------------------- | ----------------- |
| 1     | 17 d'abril     | Portugal      | Pampilhosa da Serra | Dougie Lampkin    |
| 2     | 24 d'abril     | Espanya       | Tarragona           | Adam Raga         |
| 3     | 22 de maig     | Japó          | Twin Ring Motegi    | Takahisa Fujinami |
| 4     | 23 de maig     | Japó          | Twin Ring Motegi    | Adam Raga         |
| 5     | 5 de juny      | Estats Units  | Duluth              | Dougie Lampkin    |
| 6     | 6 de juny      | Estats Units  | Duluth              | Takahisa Fujinami |
| 7     | 19 de juny     | Andorra       | Sant Julià de Lòria | Adam Raga         |
| 8     | 25 de juny     | França        | Alès                | Adam Raga         |
| 9     | 26 de juny     | França        | Alès                | Adam Raga         |
| 10    | 9 de juliol    | Itàlia        | Valbondione         | Adam Raga         |
| 11    | 10 de juliol   | Itàlia        | Valbondione         | Takahisa Fujinami |
| 12    | 31 de juliol   | Gran Bretanya | Hawkstone Park      | Dougie Lampkin    |
| 13    | 3 de setembre  | Alemanya      | Gefrees             | Adam Raga         |
| 14    | 4 de setembre  | Alemanya      | Gefrees             | Adam Raga         |
| 15    | 18 de setembre | Bèlgica       | Spa-Francorchamps   | Adam Raga         |

1. ↑  A la província de Bèrgam

## Classificació final
| Posició | Pilot             | Motocicleta | Punts |
| ------- | ----------------- | ----------- | ----- |
| 1       | Adam Raga         | Gas Gas     | 255   |
| 2       | Takahisa Fujinami | Honda       | 220   |
| 3       | Dougie Lampkin    | Montesa     | 218   |
| 4       | Albert Cabestany  | Sherco      | 210   |
| 5       | Toni Bou          | Beta        | 175   |
| 6       | Marc Freixa       | Montesa     | 164   |
| 7       | Graham Jarvis     | Sherco      | 131   |
| 8       | Kenichi Kuroyama  | Beta        | 125   |
| 9       | Jeroni Fajardo    | Gas Gas     | 114   |
| 10      | Jordi Pascuet     | Gas Gas     | 77    |
|         |                   |             |       |
| 20      | Josep Maria Juan  | Montesa     | 6     |
|         |                   |             |       |
| 25      | Marcel Justribó   | Montesa     | 2     |